# Țepu
Țepu è un comune della Romania di 2 657 abitanti, ubicato nel distretto di Galați, nella regione storica della Moldavia.
Il comune è formato dall'unione di 2 villaggi: Țepu e Țepu de Sus.